# ティノラス
株式会社テイノラスは、東京都に本社を置く紳士服、婦人服の製造、卸売、販売を行う会社であり、ティノラス（TENORAS）はそのブランドである。

## 沿革
- 1980年 - 株式会社テイノラス設立。
- 1981年8月21日 - 本社を東京都港区青山六丁目15番1号から東京都渋谷区渋谷二丁目6番1号に移転。
- 1982年 - 札幌オフィスを開設。
- 1983年6月1日 - 事業拡張に伴い東京都渋谷区神宮前五丁目9番7号に移転。
- 1986年 - ニエス事業部を開設。（現・株式会社ティノラスフォアレディス）
- 1988年1月8日 - 本社を東京都渋谷区神宮前五丁目38番4号に移転。
- 1989年 - 世田谷区太子堂に独身寮完成。
- 1990年 - 広告・企画制作・プロダクションを目的とする関連会社、株式会社ティアンドウェーブを設立。
- 1991年 - ティノラス青葉台完成。（自社ビル）
- 1992年10月1日 - 本社を東京都目黒区青葉台四丁目2番16号のティノラス青葉台に移転。
- 1992年 - 商品センターを開設。
- 1997年 - ティノラス神宮前完成。（自社ビル）
- 2018年　アパレル事業部休止。8月30日 全店最終日

## 愛用する有名人
- レパード玉熊
- 柴田恭兵
- 哀川翔
- 的場浩司
- 阿部力
- 市原隼人
- 桑田佳祐
- 渡部重信

## モータースポーツ
かつては全日本F3000やJSPCなどでスポンサーを務めた他、レーシングドライバーの野田英樹をパーソナルスポンサーとしてF1やインディライツなどを長年に亘り支援していた。
2008年のラリージャパン（N3クラス）に哀川翔が挑戦するに際しスポンサーとなり、「MEN'S TENORAS with Show Aikawa RALLY TEAM」として参戦。モータースポーツに“TENORAS”の文字が久々に復活した。